# Millénium 2 : La Fille qui rêvait d'un bidon d'essence et d'une allumette
Pour les articles homonymes, voir Millenium.
Série Millénium
Millénium
(2009) Millénium 3 : La Reine dans le palais des courants d'air
(2009)
Pour plus de détails, voir Fiche technique et Distribution.
Millénium 2 : La Fille qui rêvait d'un bidon d'essence et d'une allumette (Flickan som lekte med elden) est un film suédo-germano-danois réalisé par Daniel Alfredson, sorti en salle en 2009. Adapté du roman homonyme de Stieg Larsson, c'est la suite de Millénium. Puis il est suivi de Millénium 3 : La Reine dans le palais des courants d'air, également sorti en salle en 2009.

## Synopsis
Lisbeth Salander se la coule plus ou moins douce dans les Caraïbes, après avoir bouclé sa première enquête, tout en continuant à suivre son tuteur, l'avocat Bjurman. Ce dernier tente de faire disparaitre leur contrat corporel, elle se rend à Stockholm pour lui en rappeler les termes initiaux. Pendant ce temps, un homme contacte Bjurman pour obtenir de lui les informations concernant Lisbeth.

## Fiche technique
- Titre original : Flickan som lekte med elden
- Titre français : Millénium 2 : La Fille qui rêvait d'un bidon d'essence et d'une allumette
- Réalisation : Daniel Alfredson
- Scénario : Jonas Frykberg, d'après le roman La Fille qui rêvait d'un bidon d'essence et d'une allumette de Stieg Larsson
- Décors : Jan Olof Ågren et Maria Håård
- Costumes : Cilla Rörby
- Photographie : Peter Mokrosinski
- Montage : Mattias Morheden
- Musique : Jacob Groth
- Production : Søren Stærmose
- Sociétés de production : Yellow Bird Films et Sveriges Television pour la Suède, Nordisk Film pour le Danemark, Zweites Deutsches Fernsehen (ZDF) pour l'Allemagne
- Pays d'origine :  Suède, coproduit par le  Danemark et l' Allemagne
- Langues originales : suédois, italien, français
- Durée : 129 minutes
- Dates de sortie :
  - Suède et Danemark : 18 septembre 2009
  - Belgique : 13 janvier 2010
  - France : 30 juin 2010
- Classification :
  - France : Tout public avec avertissement lors de sa sortie en salles et déconseillé aux moins de 12 ans à la télévision

## Distribution
- Noomi Rapace (VF : Julie Dumas ; VQ : Catherine Proulx-Lemay) : Lisbeth Salander
- Michael Nyqvist (VF : Pierre-François Pistorio ; VQ : Marc-André Bélanger) : Mikael Blomkvist
- Lena Endre (VF : Pauline Larrieu ; VQ : Nathalie Coupal) : Erika Berger
- Sofia Ledarp (VF : Julie Cavanna ; VQ : Émilie Bibeau) : Malin Erikson
- Mikael Spreitz (VF : Michel Vigné) : Ronald Niedermann
- Yasmine Garbi (VF : Marjorie Frantz ; VQ : Ariane-Li Simard-Côté) : Miriam Wu
- Peter Andersson (VF : Vincent Grass ; VQ : Pierre Chagnon) : Maître Nils Bjurman
- Georgi Staykov (VF : Patrick Messe ; VQ : Guy Nadon) : Alexander Zalachenko
- Tehilla Blad : Lisbeth jeune
- Paolo Roberto (VF : Patrick Mancini ; VQ : Louis-Philippe Dandenault) : Paolo Roberto
- Annika Hallin (VF : Anne Le Youdec ; VQ : Lisette Dufour) : Annika Giannini
- Michalis Koutsogiannakis (VF : Philippe Dumond) : Dragan Armanskij
- Tanja Lorentzon (VF : Isabelle Miller) : Sonja Modig
- Per Oscarsson (VF : Jean Lescot ; VQ : Claude Préfontaine) : Holger Palmgren
- Jacob Ericksson (VF : Franck Capillery ; VQ : François Trudel) : Christer Malm
- Anders Ahlbom Rosendahl (VF : Serge Blumenthal ; VQ : Jacques Lavallée) : Docteur Peter Teleborian
- Ralph Carlsson (VF : Féodor Atkine ; VQ : Denis Mercier) : Gunnar Björk
- Niklas Hjulström (VF : Jérôme Keen ; VQ : Frédéric Desager) : Richard Ekström, le procureur
- Magnus Krepper (VF : Bruno Choël) : Hans Faste
- Johan Kylén (VF : Philippe Vincent ; VQ : Denis Roy) : l'inspecteur Jan Bublanski
- Hans-Christian Thulin (VF : Alexis Victor ; VQ : Gabriel Lessard) : Dag Svensson
- Reuben Sallmander (VF : Laurent Larcher) : Enrico
- Jennie Silfverhjelm (VF : Anne Massoteau) : Mia Bergman
- Pelle Bolander (VF : Boris Rehlinger) : Sonny Nieminen
- Sunil Munshi (VF : Yann Peira) : Docteur Sivarnandan
- Daniel Gustavsson (VF : Guillaume Lebon) : Niklas Eriksson
- Olga Henrikson : Irina Hammujärvi
- David Druid (VF : Thierry D'Armor) : Tony Scala
- Donald Högberg (VF : Patrick Osmond) : Jerker Holmberg
- Ola Wahlström (VF : Dominique Collignon-Maurin ; VQ : Thiéry Dubé) : Per-Åke Sandström
- Dennis Önder : Refik Alba
- Thomas Lindblad (VF : Gilles Morvan) : Magge Lundin
- Alexandra Eisenstein : la journaliste
- Jörgen Berthage : l'officier de police
- Lisbeth Åkerman : elle-même, la journaliste télé
- Lars-Åke Gustavsson : lui-même, l'animateur radio

Source et légende : version française (VF) sur AlloDoublage. Version québécoise (VQ) sur Doublage Québéc 

## Accueil

### Accueil critique
Sur l'agrégateur américain Rotten Tomatoes, le film récolte 69 % d'opinions favorables pour 159 critiques. Sur Metacritic, il obtient une note moyenne de 66⁄100 pour 35 critiques.
En France, le site Allociné propose une note moyenne de 3,1⁄5 à partir de l'interprétation de critiques provenant de 18 titres de presse.